# Caesiumiodid
Caesiumiodid (auch Cäsiumjodid) ist ein weißes, kristallines Salz mit der Summenformel CsI, das in der IR-, UV- und Röntgenspektroskopie gebraucht wird. Es ist ein Salz der Iodwasserstoffsäure. Das Material ist sehr weich, schwierig zu polieren und empfindlich gegenüber Luftfeuchte. Die maximale Anwendungstemperatur beträgt 200 °C.

## Eigenschaften
Caesiumiodid besitzt einen Brechungsindex von 1,73916 und einen Reflexionsverlust von 13,6 % bei einer Wellenlänge von 10,0 µm. Es ist lichtdurchlässig im Bereich 0,24–70 µm. Die Wärmeleitfähigkeit beträgt 1,13 W/(m · K) und die spezifische Wärmekapazität beträgt 201 J/(kg · K).
Caesiumiodid ist hitzestabil bis etwa 600 °C, die thermische Zersetzung setzt bei 670–800 °C ein.
Die Standardbildungsenthalpie von Caesiumiodid beträgt ΔHf0 = −347 kJ/mol.

## Anwendung

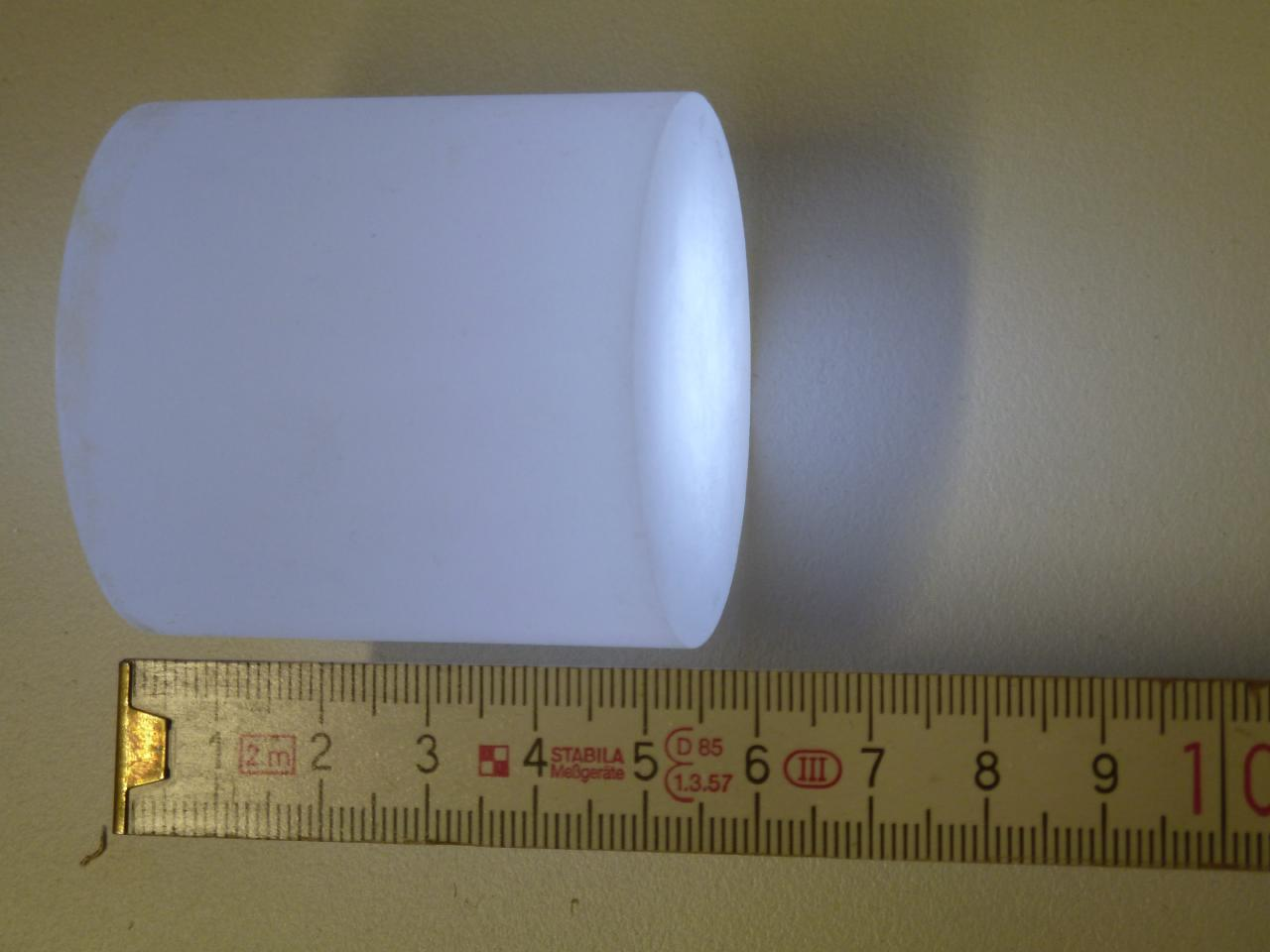
CsI(Tl) für Szintillator

Caesiumiodid kann als transparentes Szintillationsmaterial in Szintillationszählern verwendet werden. Die hochenergetische Strahlung erzeugt im Kristall einen sogenannten elektromagnetischen Schauer, dessen Photonen dann mit einem Photomultiplier in ein messbares elektrisches Signal verwandelt werden. Es kann undotiert oder mit Thallium (Tl) oder Natrium (Na) dotiert als Szintillationsmaterial verwendet werden. 
Als undotiertes Material wird es auch in der IR-Spektroskopie als Strahlenteiler verwendet.